# Museum unter Tage

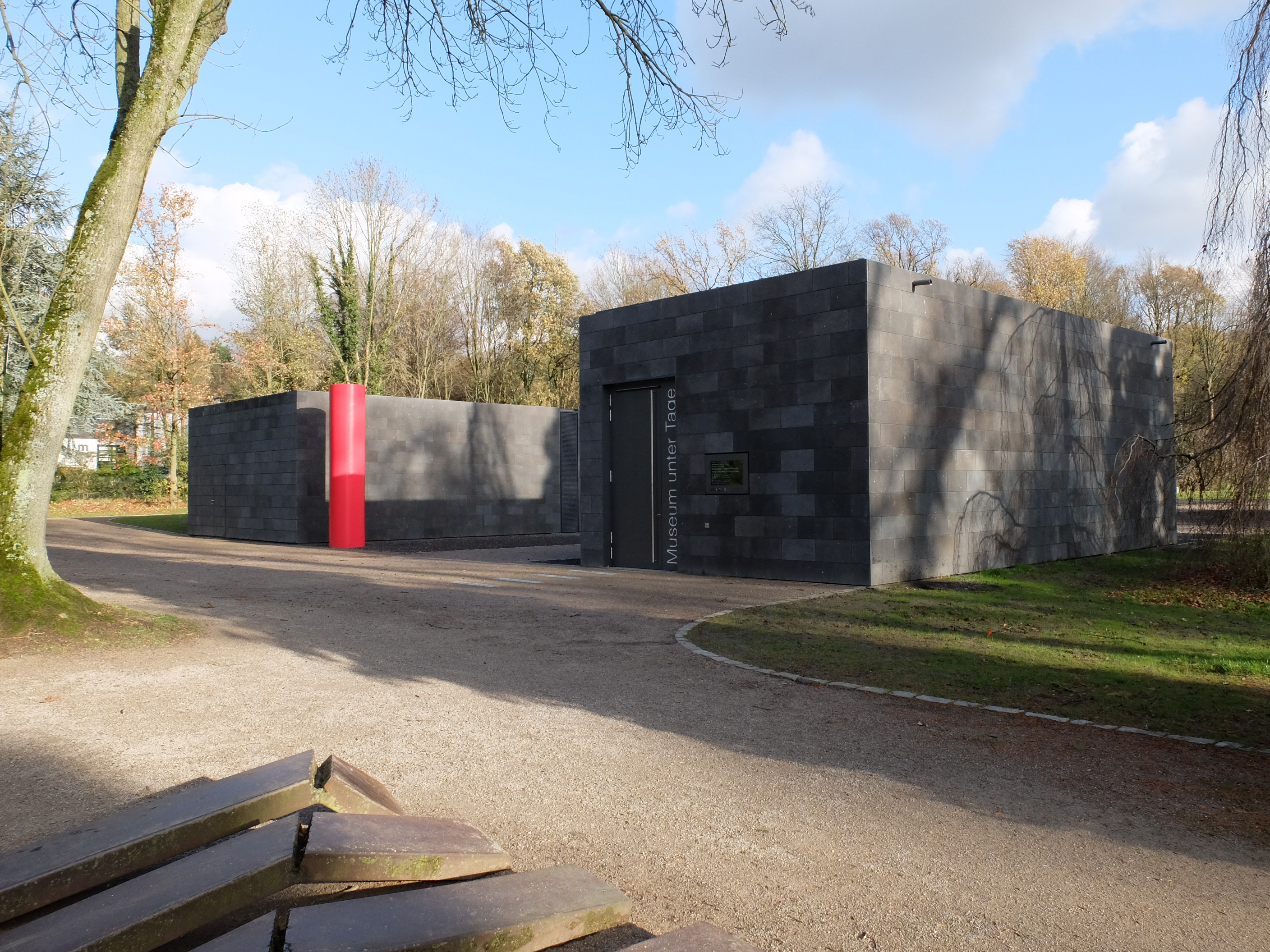
Museum unter Tage im Schlosspark Haus Weitmar in Bochum

Das Museum unter Tage (MuT) ist ein Kunstmuseum in Bochum. Es befindet sich im Park von Haus Weitmar und wurde als Erweiterung der Situation Kunst konzipiert.

## Geschichte und Architektur

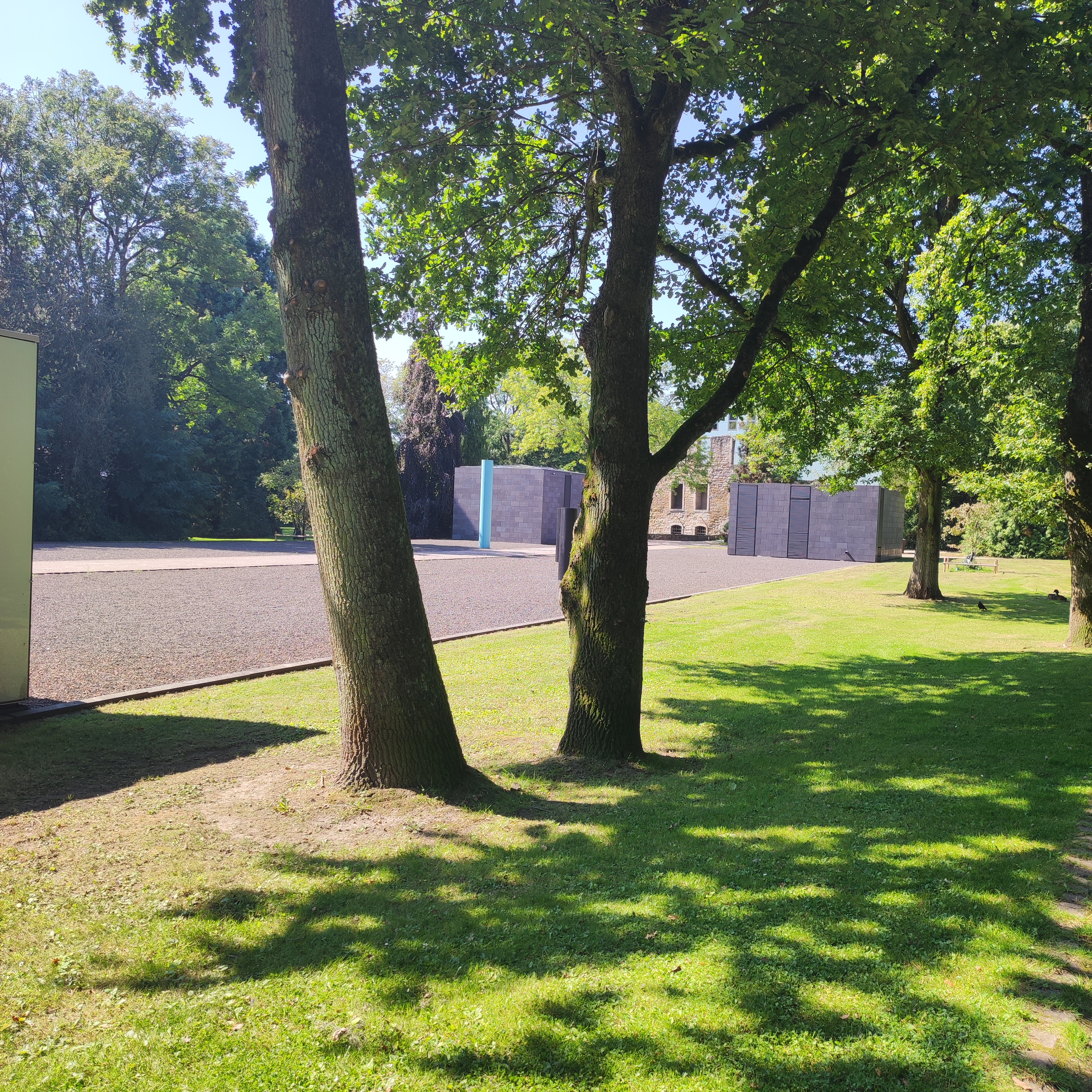
Fläche, unter der sich das Museum befindet.

Zum 50. Geburtstag der Ruhr-Universität Bochum wurde das Museum unter Tage (MuT) am 14. November 2015 als Erweiterung der Kunstsammlung Situation Kunst eröffnet. Die ursprüngliche Sammlung wurde 1990 von Alexander von Berswordt-Wallrabe begründet und in Erinnerung an den Kunsthistoriker Max Imdahl (1925–1988) erweitert. Sie umfasst archaische Kunstwerke aus Afrika und Asien sowie zeitgenössische Rauminstallationen. Auf über 1.500 Quadratmetern Platz bietet das MuT seither Raum für die Dauerausstellung Weltsichten – Landschaft in der Kunst seit sechs Jahrhunderten sowie für wechselnde Ausstellungen.
Die Entwurfsplanung stammt - ebenso wie beim benachbarten Kubus von Situation Kunst - von Herbert Pfeiffer. Die Umsetzung wurde vom Architekturbüro Vervoorts & Schindler geleistet. Die Ausstellungsräume des MuT sind etwa vier Meter hoch und großzügig dimensioniert. Das Museum wurde zur Schonung der umgebenden Landschaft unterirdisch entlang der Hauptachse des Schlossparks errichtet. Die durch schwarzen Basaltsplit akzentuierte Oberfläche des Museums wurde von Erich Reusch mit fünf unterschiedlich hohen Stelen und einem seitlich versetzten Pflanzquadrat gestaltet. Schon vorher befand sich hier eine Skulptur von ihm, die im Zuge des Neubaus des Museums mit Einverständnis des Künstlers beseitigt wurde. Drei der vier Ecken des unterirdischen Gebäudes sind durch Pavillons markiert. Der Kassen- und Informationsbereich befindet sich unterirdisch unter dem südlichen (Eingangs-)Kubus. Der zweite schwarze Kubus enthält die Gebäudetechnik, der dritte – wie der Kubus im Haus Weitmar mit einer gläsernen Verkleidung versehen – dient als Notausgang.
Das Museum umfasst etwa 1.500 Quadratmeter Ausstellungsfläche. Ein Drittel dieser Fläche ist für wechselnde Ausstellungen vorgesehen, während die restlichen zwei Drittel der Dauerausstellung Weltsichten gewidmet sind, die etwa 500 Werke der Landschaftskunst seit dem 15. Jahrhundert umfasst. Auf die unterirdischen Ausstellungsräume bezieht sich auch der Name des Museums. Auch wenn er assoziativ auf die Bergbaugeschichte Bochums verweist, besteht keine konkrete Verbindung zum Untertagebau.

## Ausstellungen und Funktionen
Ein bedeutender Teil der Ausstellungsfläche des Museums unter Tage ist der Dauerausstellung Weltsichten – Landschaft in der Kunst seit sechs Jahrhunderten gewidmet. Das Konvolut umfasst etwa 500 Werke der Landschaftskunst vom 15. Jahrhundert bis zur Gegenwart, von denen jeweils etwa 140 Werke in wechselnden Hängungen ausgestellt sind. Die Sammlung reicht von traditionellen Ölgemälden bis hin zu modernen Video-Sound-Installationen. Diese Werke bieten einen umfassenden Überblick über die Entwicklung der Landschaftskunst im Laufe der Jahrhunderte.
Neben der Dauerausstellung bietet das MuT auch regelmäßig Wechselausstellungen an. Diese Ausstellungen werden von der Stiftung Situation Kunst sowie dem Kunstgeschichtlichen Institut der Ruhr-Universität Bochum entwickelt. Ein Drittel der Ausstellungsfläche des MuT ist für diese temporären Ausstellungen reserviert, die oft auch von Bochum aus in andere Museen in Deutschland und Europa wandern.
Das Museum unter Tage erfüllt mehrere wesentliche Funktionen. Durch seine spezielle Architektur und die großzügigen Ausstellungsräume bietet das MuT optimale Bedingungen für die Präsentation von Kunstwerken. Dies gilt sowohl für die Dauerausstellung als auch für die Wechselausstellungen.
Als Teil der Kunstsammlungen der Ruhr-Universität Bochum spielt das MuT eine wichtige Rolle in der Kunstvermittlung und der kunsthistorischen Forschung. Es bietet Raum für interdisziplinäre wissenschaftliche Untersuchungen und fördert den Austausch zwischen Kunsthistorikern, Künstlern und der Öffentlichkeit.

## Auswahl temporärer Ausstellungen
- 5. November 2016 – 17. April 2017: "Artige Kunst": Kunst und Politik im Nationalsozialismus[8]
- 7. September 2017 – 25. März 2018: Umbrüche: Industrie – Landschaft – Wandel[9]
- 31. Oktober 2019 – 19. April 2020: Farbanstöße. Farbe in der neueren Kunst[10]
- 6. Mai 2020 – 25. Oktober 2020: Erich Reusch: grenzenlos. Werke 1951–2019[11]
- 4. November 2020 – 14. Oktober 2021: Ortlose Stille. Landschaftsfotografie von Bernard Descamps und Andreas Walter[12]
- 28. Oktober 2021 – 18. April 2022: Ingeborg Lüscher. Spuren vom Dasein. Werke seit 1968[13]
- 4. Mai 2022 – 9. Oktober 2022: Die Kraft des Staunens / The Power of Wonder. Der Neue Materialismus in der Gegenwartskunst[14]
- 23. Oktober 2022 – 10. April 2023: Adolf Luther – Licht. Werk und Sammlung[15]
- 3. Mai 2023 – 8. Oktober 2023: Eintauchen in die Kunst / Diving into art[16]
- 27. Oktober 2023 – 21. April 2024: Die Stadt ist anderswo. Revision eines Traums[17]
- 16. Mai 2024 – 20. Oktober 2024: „Glückliche Tage“[18]
- 8. November 2024 – 21. April 2025: Zeichnung. Idee - Geste - Raum